# Mycetophila philomycesa
Mycetophila philomycesa är en tvåvingeart som beskrevs av Wu 1997. Mycetophila philomycesa ingår i släktet Mycetophila och familjen svampmyggor. Inga underarter finns listade i Catalogue of Life.